# Laffly W15 TCC
Le Laffly W15 TCC (CC pour Chasseur de Chars) est un véhicule militaire tout terrain, chasseur de chars, constitué sur la base du tracteur d'artillerie Laffly W15. Il s'agit du premier modèle de cette catégorie à entrer en service dans l'armée française.

## Historique
Le Laffly W15 TCC est une improvisation dictée par l'urgence des évènements de mai 1940. Le prototype disposait d'une caisse blindée qui fut supprimée sur le modèle de série pour en accélérer la production. Elle fut en fait remplacée par deux plaques blindées assurant la protection du conducteur et le bouclier du canon fut prolongé sur les côtés.
Seulement 70 exemplaires et un prototype furent réalisés entre le 24 mai et le 17 juin 1940. Ils furent utilisés au sein des batteries antichar automotrices (BACA no 51 à 61) et de la 10e batterie du 305e RA.
Bien qu'efficace ce véhicule arriva bien trop tard pour empêcher la défaite française.

### Genèse et production du W15 TCC

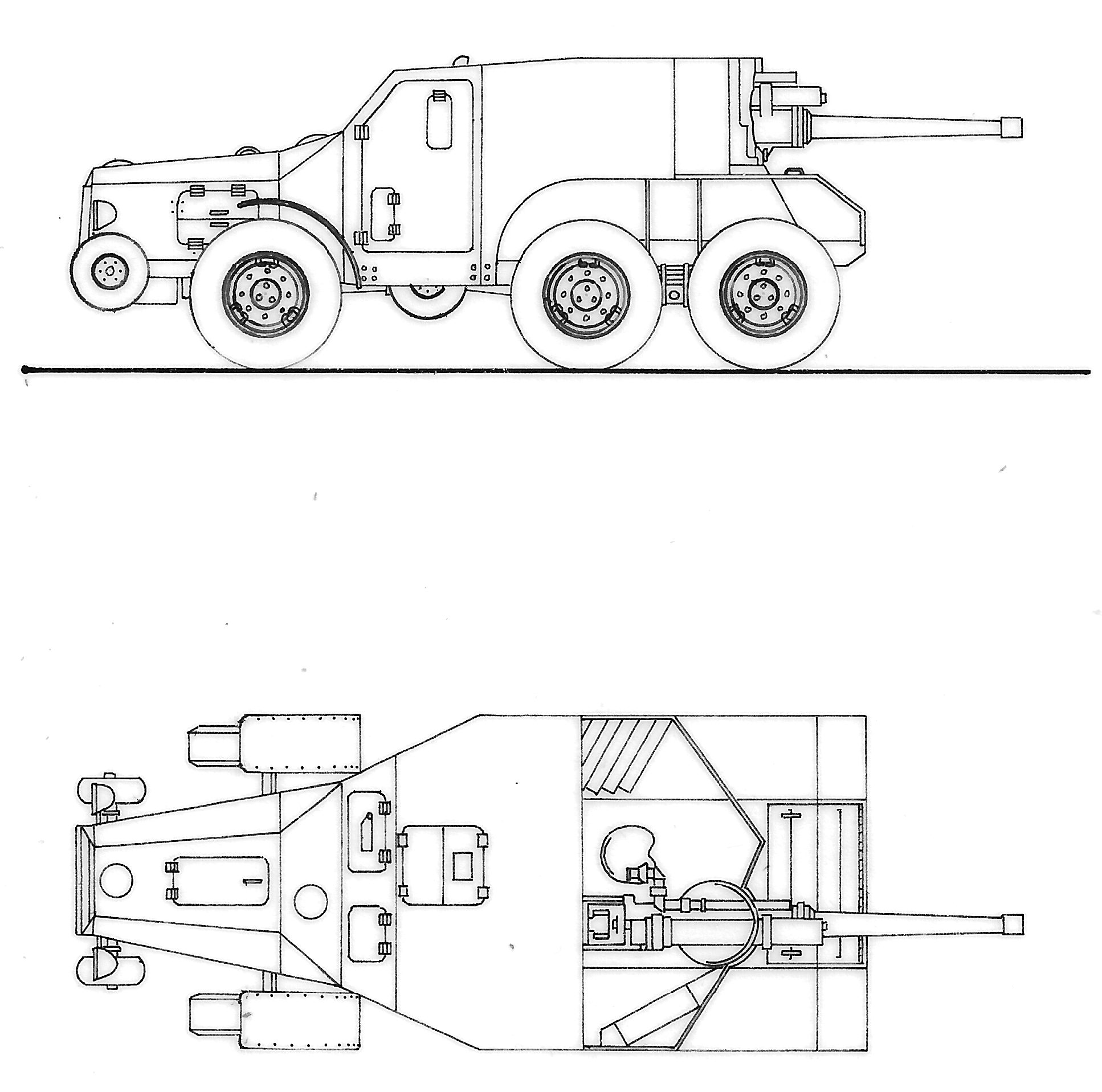
Le prototype du Laffly W15 TCC, avec un blindage complet autour du canon.

L'idée d'installer un canon antichar sur un véhicule à roue remonte à 1939 et est attribuée à l'inspecteur général des chars Louis Keller. Le prototype, fabriqué au début de l'année 1940 est évalué en mars au polygone de Vincennes et au camp de Mailly puis en avril au sein de la 1re DCR, où il donne entière satisfaction.
Le 6 mai, la mise en série du Laffly W15 TCC est néanmoins refusée par le général Gamelin du fait notamment de sa faible protection, liée à sa haute silhouette et à son blindage, et aux conséquences de sa production sur les autres programmes en cours.
Le 17 mai, devant l'urgence des évènements, l'état major demande à la société Laffly de produire 50 chasseurs de chars à une cadence de cinq matériels tous les deux jours. Les cinq premiers matériels nécessaires à l'équipement d'une batterie sortent des ateliers le 24 mai. Le modèle produit est plus simple que le prototype : le blindage est réduit à deux plaques à l'avant disposées sur le toit et devant le pare-brise et à deux extensions latérales du bouclier du canon de 47.
Outre son armement principal, le canon antichar de 47 mm modèle 1937, le véhicule comprend également pour sa défense rapprochée un fusil mitrailleur MAC 24/29 pouvant être fixé en deux points sur le blindage de toit.

### Utilisation et comportement au feu
Les W15 TCC sont intégrés dans les BACA à raison de cinq véhicules par batterie. Sur les 100 matérielscommandés,  62 seront effectivement produits et affectés aux unités combattantes.
Au feu, les Laffly W15 TCC donnent entière satisfaction et vont occasionner de nombreuses pertes parmi les chars allemands sans pour autant parvenir à endiguer le flot inexorable des Panzerdivisionen.
Néanmoins, son manque de maturité lié à l'urgence de sa conception et de sa mise en série, se traduit par les défauts suivants :
- très grande vulnérabilité due au manque de protection avant du moteur,
- impossibilité d'engager l'ennemi par l'avant du fait de l'orientation vers l'arrière de la pièce antichar,
- absence de projectiles susceptibles d'être utilisés contre l'infanterie.

## Les batteries antichar automotrices
En théorie, la composition des BACA est de trois officiers, douze sous-officiers et soixante-treize hommes de troupe. Chacune est commandée par un lieutenant et se décompose en trois sections :
- Section antichar de 47 mm automoteur
  - Section de commandement
    - 1 VLTT Laffly V15R
    - 1 agent de liaison à motocyclette

  - Section de tir 
    - 5 Laffly W 15 TCC
    - 3 tracteur d'infanterie (type Unic TU 1)
    - 1 motocyclette
- Section de DCA
  - Section de commandement
    - 1 voiture de liaison (Peugeot 202, Renault Primaquatre ou Simca 8)
    - 3 agents de liaison (2 motocyclettes et 1 bicyclette)

  - Service des pièces
    - 3 canons de 25 CA modèle 1939
    - 3 tracteurs (type Citroën W15 TCA, simples camions dans les premières batteries)
    - 1 transport de munitions et de dépannage (Citroën W15 TCA ou camion)

  - Service des munitions et conduite de tir
    - 1 camion de transport des munitions de 25 CA (type Berliet GDRA 5 t)
    - 2 camionnettes de transport des munitions de mitrailleuse et de préparation de tir (Citroën 1,5 t Type 23)
- Services généraux
  - 1 tracteur de dépannage Laffly S 25 T
  - 2 camionnettes vivres et bagages (1,5 t Citroën type 23)
  - 2 camions essence et magasin (3,5 t Citroën type 45, par exemple)
  - 1 cuisine roulante sur remorque (modèle 1916 - 1936 M. 38)

## Sources et bibliographie
- N° 85 de la revue Histoire de Guerre, blindés & matériel.